# بيل إنديكوت
بيل إنديكوت (بالإنجليزية: Bill Endicott)‏ هو مهندس أمريكي، ولد في 5 نوفمبر 1876 في مونتغمري في الولايات المتحدة، وتوفي في 7 يونيو 1944 في إنديانابوليس في الولايات المتحدة.

## روابط خارجية
- بيل إنديكوت على موقع DriverDB.com (الإنجليزية)